# Waverijn

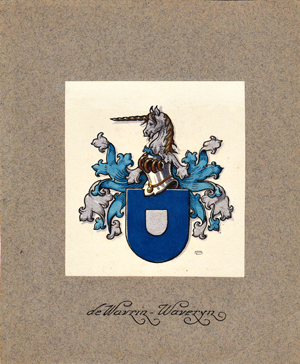
Familiewapen van de familie Waverijn

Waverijn is een Nederlandse familienaam van Franse origine.

## Oorsprong
De familienaam Waverijn wordt door minder dan 130 Nederlanders gedragen en komt van oudsher voornamelijk voor op Zuid-Beveland in de provincie Zeeland.
De oorsprong van de naam, die een vernederlandst toponiem is, ligt in de Noord-Franse plaats Wavrin, dicht bij Lille in het vroegere graafschap Artesië (Artois). Dit in tegenstelling tot ogenschijnlijk verwante familienamen als (Van) Waveren en Waverveen, die te herleiden zijn tot de plaats Waver in Noord-Holland. De Franse oorsprong en het opduiken van de naam Waverijn in Zeeland vanaf de 17e eeuw kan worden verklaard door het feit dat in de 17e eeuw – en vooral in het jaar 1685 – veel Franse protestanten (hugenoten) vanwege vervolging Frankrijk ontvluchtten.
De Franse naam De Wavrin (soms zonder voorvoegsel) komt ook voor als 'de Waurin' en 'Dewavrin'.

## Familiewapen
Het familiewapen van het geslacht De Wavrin bestaat uit een blauw schild met zilveren hartschild. Het helmteken bestaat uit de kop en nek van een eenhoorn, met de hoorn, het haar en de baard van goud. De helmdekkleden zijn zilver en blauw. Het devies luidt: "Moins que le pas", wat in Nederlands vertaald kan worden met: "Ik wijk minder dan een stap" of "Ik wijk nog geen pas".
In het Wapenboek Beyeren prijkt op folio 022r onder de naam Helijns van Wauerijn een wat afwijkend wapenschild. De schildvorm in het Wapenboek Beyeren is niet Vlaams, zoals hierboven, maar Oud-Frans.

## Zie ook

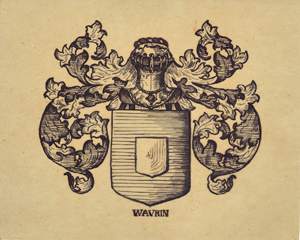
Familiewapen van de familie De Wavrin
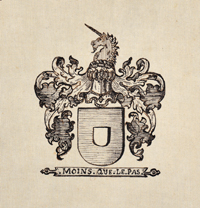
Familiewapen van de familie De Wavrin